# Henry Manners, VIII duca di Rutland
Henry Manners, VIII duca di Rutland (16 aprile 1852 – 8 maggio 1925), è stato un politico britannico, pari d'Inghilterra.

## Biografia
Era l'unico figlio di John Manners, VII duca di Rutland, e della sua prima moglie, Catherine Louisa Georgina Marley, la figlia del colonnello George Marley. Sua madre morì poco prima del suo secondo compleanno. Aveva quattro fratellastri, nati dal secondo matrimonio del padre. Ha ottenuto il titolo di cortesia di marchese di Granby nel 1888 quando suo padre succedette al fratello maggiore al ducato.

## Carriera
Succedette al padre come deputato al Parlamento per Melton nel 1888, posto che mantenne fino al 1895. Nel 1896 fu chiamato alla Camera dei lord attraverso un atto di accelerazione col titolo del padre di Barone di Manners.
Fu nominato colonnello onorario del 1st Volunteer Battalion del Leicestershire Regiment nel 1897. Nel 1906 succedette al padre come duca di Rutland. Ha servito come Lord luogotenente di Leicestershire (1900-1925) ed è stato anche presidente della British North Academy of Arts.

## Matrimonio
Sposò, il 25 novembre 1882, Violet Lindsay (7 marzo 1856-22 dicembre 1937), figlia del colonnello Charles Lindsay. Ebbero cinque figli:
- Lady Victoria Marjorie Harriet Manners (20 dicembre 1883-3 novembre 1946), sposò Charles Paget, VI marchese di Anglesey, ebbero sei figli;
- Robert Charles John Manners, Lord Haddon (8 agosto 1885-28 settembre 1894);
- John Manners, IX duca di Rutland (21 settembre 1886-22 aprile 1940);
- Lady Violet Catherine Manners (24 aprile 1888-23 dicembre 1971), sposò in prime nozze, Hugo Charteris, ebbero due figli, e in seconde nozze, Guy Benson[1], ebbero tre figli;
- Lady Diana Olivia Winifred Maud Manners (29 agosto 1892-16 giugno 1986), sposò Duff Cooper, ebbero un figlio[1].

## Morte
Morì nel maggio 1925, all'età di 73 anni, e gli succedette al ducato il figlio superstite, John. La duchessa di Rutland morì nel dicembre del 1937, all'età di 81 anni.

## Ascendenza
|                                     |               |                                       | Genitori                                        |  |  | Nonni |  |  | Bisnonni                            |  |  | Trisnonni                        |  |
|                                     |               |                                       |                                                 |  |  |       |  |  | Charles Manners, IV duca di Rutland |  |  | John Manners, marchese di Granby |  |
|                                     |               |                                       |                                                 |  |  |       |  |  | Charles Manners, IV duca di Rutland |  |  | John Manners, marchese di Granby |  |
|                                     |               | Frances Seymour                       |                                                 |  |  |       |  |  | Charles Manners, IV duca di Rutland |  |  |                                  |  |
| John Manners, V duca di Rutland     |               |                                       |                                                 |  |  |       |  |  | Charles Manners, IV duca di Rutland |  |  |                                  |  |
|                                     |               | Mary Isabella Somerset                | Charles Somerset, IV duca di Beaufort           |  |  |       |  |  |                                     |  |  |                                  |  |
|                                     |               | Mary Isabella Somerset                | Charles Somerset, IV duca di Beaufort           |  |  |       |  |  |                                     |  |  |                                  |  |
|                                     |               | Mary Isabella Somerset                | Elizabeth Berkeley                              |  |  |       |  |  |                                     |  |  |                                  |  |
| John Manners, VII duca di Rutland   |               | Mary Isabella Somerset                |                                                 |  |  |       |  |  |                                     |  |  |                                  |  |
|                                     |               | Frederick Howard, V conte di Carlisle | Henry Howard, IV conte di Carlisle              |  |  |       |  |  |                                     |  |  |                                  |  |
|                                     |               | Frederick Howard, V conte di Carlisle | Henry Howard, IV conte di Carlisle              |  |  |       |  |  |                                     |  |  |                                  |  |
|                                     |               | Frederick Howard, V conte di Carlisle | Isabella Byron                                  |  |  |       |  |  |                                     |  |  |                                  |  |
| Elizabeth Howard                    |               | Frederick Howard, V conte di Carlisle |                                                 |  |  |       |  |  |                                     |  |  |                                  |  |
|                                     |               | Margaret Leveson-Gower                | Granville Leveson-Gower, I marchese di Stafford |  |  |       |  |  |                                     |  |  |                                  |  |
|                                     |               | Margaret Leveson-Gower                | Granville Leveson-Gower, I marchese di Stafford |  |  |       |  |  |                                     |  |  |                                  |  |
|                                     |               | Margaret Leveson-Gower                | Louisa Egerton                                  |  |  |       |  |  |                                     |  |  |                                  |  |
| Henry Manners, VIII duca di Rutland |               | Margaret Leveson-Gower                |                                                 |  |  |       |  |  |                                     |  |  |                                  |  |
|                                     | George Marlay | George Marlay                         |                                                 |  |  |       |  |  |                                     |  |  |                                  |  |
|                                     | George Marlay | George Marlay                         |                                                 |  |  |       |  |  |                                     |  |  |                                  |  |
|                                     | George Marlay | Elizabeth Dunlevy                     |                                                 |  |  |       |  |  |                                     |  |  |                                  |  |
| George Marlay                       | George Marlay |                                       |                                                 |  |  |       |  |  |                                     |  |  |                                  |  |
|                                     |               | Catherine Rochfort Butler             | Brinsley Butler                                 |  |  |       |  |  |                                     |  |  |                                  |  |
|                                     |               | Catherine Rochfort Butler             | Brinsley Butler                                 |  |  |       |  |  |                                     |  |  |                                  |  |
|                                     |               | Catherine Rochfort Butler             | Jane Isabella Rochfort                          |  |  |       |  |  |                                     |  |  |                                  |  |
| Catherine Louisa Georgina Marley    |               | Catherine Rochfort Butler             |                                                 |  |  |       |  |  |                                     |  |  |                                  |  |
|                                     |               | James Tisdall                         | James Tisdall                                   |  |  |       |  |  |                                     |  |  |                                  |  |
|                                     |               | James Tisdall                         | James Tisdall                                   |  |  |       |  |  |                                     |  |  |                                  |  |
|                                     |               | James Tisdall                         | Rose McCansland                                 |  |  |       |  |  |                                     |  |  |                                  |  |
| Catherine Louisa Augusta Tisdall    |               | James Tisdall                         |                                                 |  |  |       |  |  |                                     |  |  |                                  |  |
|                                     |               | Katherine Marie Dawson                | Thomas Townley Dawson                           |  |  |       |  |  |                                     |  |  |                                  |  |
|                                     |               | Katherine Marie Dawson                | Thomas Townley Dawson                           |  |  |       |  |  |                                     |  |  |                                  |  |
|                                     |               | Katherine Marie Dawson                | Johanna Saunders                                |  |  |       |  |  |                                     |  |  |                                  |  |
|                                     |               | Katherine Marie Dawson                |                                                 |  |  |       |  |  |                                     |  |  |                                  |  |